# Miles to Go
Miles to Go ist eine Autobiografie von Miley Cyrus, die von Hilary Liftin mitgeschrieben und von Disney Hyperion im März 2009 herausgegeben wurde.
Das Buch handelt von Cyrus’ Beziehung zu ihren Eltern, ihren Gedanken zu den Medien, ihrem Liebesleben, ihren zukünftigen ehrgeizigen Bestrebungen und den Meilensteinen, die sie in ihrem Leben erreichen möchte. Miles to Go erreichte Platz 1 der New-York-Times-Bestsellerliste für Kinder. Das 272-seitige Buch ist auf Englisch und Deutsch als Hardcover erhältlich.

## Inhalt
2006, drei Jahre vor der Veröffentlichung des Buchs, war Miley ein Mädchen, das ein normales Leben mit Familie, Freunden, Cheerleading und täglichen Aufgaben auf der Farm ihrer Eltern führte. Dann erhielt sie die Hauptrolle in der Disney-Serie Hannah Montana und wurde über Nacht zum Superstar. Die ruhigen Tage auf dem Hof wurden gegen ausverkaufte Konzerte, Pressekonferenzen, Fernsehauftritte und Fotoshootings getauscht.